# Caicedonia
Caicedonia est une municipalité située dans le département de Valle del Cauca, en Colombie.